# Xavier Berthelot
 (avril 2025).
Xavier Berthelot est un compositeur de musique de film français, également pianiste et orchestrateur, né le 1er décembre 1969 à Brest. Après une formation classique au Conservatoire du Xe arrondissement et des études au CIM (Centre d'informations musicales), il se perfectionne en assistant un grand nombre de compositeurs de musique pour l'écran au sein du Studiocanal. 
Depuis la fin des années 1990, il a composé la musique de nombreux téléfilms (Merlin l’Enchanteur, Les Semailles et les moissons, Kanaks, l'histoire oubliée, etc.), de séries télévisées (Joséphine, ange gardien, La Stagiaire, Une famille formidable, etc.), de plusieurs longs métrages (Forces spéciales, Cold Blood Legacy, The Seacrets, etc.), de publicités (Kit Kat, Prix des directeurs artistiques 2008) et de spectacles vivants (Cirque de Monte-Carlo).
En 2005, il a été choisi pour composer la bande originale des quatre premiers longs métrages d’Alfred Hitchcock, à l'occasion de leur toute première reprise en salle.

## Filmographie

### Cinéma[1]
- 1992 : Sic Transit de Gilles Verdiani (court-métrage)
- 1993 : DCCK de Frank Secka (court-métrage)
- 2001 : Glove song de La Zone Erogène (court-métrage)
- 2003 : Une vie en l’air d'Emmanuel Malka (court-métrage)
- 2005 : The Farmer’s wife, The Ring, Champagne, The Manxman, d'Alfred Hitchcock (sortie DVD et reprise en salles)
- 2009 : Bloody Crumble d'Eric Périssé (court-métrage)
- 2011 : Schizophonie de Rodolphe Chauvin (court-métrage)
- 2011 : Forces spéciales de Stéphane Rybojad
- 2012 : Blackie et Kanuto : Une aventure à décrocher la lune de Francis Nielsen
- 2014 : Trois fois rien de Frédéric Petitjean (court-métrage)
- 2018 : The Seacrets de Philippe Azoulay
- 2018 : A demain de Pauline Mabille (court-métrage)
- 2019 : Regards de Ronan Fest (court-métrage)
- 2019 : Cold Blood Legacy : La Mémoire du sang de Frédéric Petitjean
- 2020 : Münchhausen de Charlotte Thirion (court-métrage)
- 2021 : Suit-Up de Sarah Jacquier (court-métrage)
- 2025 : Le spectacle est vivant de Gilles Verdiani

### Télévision[2]
- 1997 : Le magicien (série animée)
- 1997 : Docteur Sylvestre de Christian François
- 1997 : Quelque chose de plus (TV Show)
- 1998 : Bloc mode (TV Show)
- 1998 : Niilo de Naatame de Jarmo Ratinen (Finlande)
- 1998 : Eva Mag - Saison 1
- 1998 : Cap des pins - Saison 1
- 1999 : Les B.R.A.V. (mini-série)
- 1999 : Rendez-vous avec la mort de Christian François
- 1999 : Le piège de Christian François
- 1999 : Julien l’apprenti de Jacques Otmezguine (musiques additionnelles)
- 2000 : Georges V (Documentaire)
- 2000 : Jack & Marcel (Animation)
- 2000 : Le lieu du crime : l’affaire Subra - Saison 1
- 2000 : Le temps perdu de Frédéric Roullier-Gall
- 2000 : Les sarments de la révolte de Christian François
- 2001 : Tel père, telle flic d'Eric Woreth
- 2001 : Les visions de Julia de Christian François
- 2002 : Conduites dangereuses de Christian François
- 2002 : L’Ile maudite de Rémy Burkel
- 2002 : L’Amant de mes rêves de Christian François
- 2002 : Turkish delight de Frank Secka
- 2003 : XV de France	(Documentaire)
- 2004 : 3 pères à la maison - épisodes 1, 2 et 3
- 2004 : P.J. - épisode 96 et 97
- 2004 : Rose et Val - saison 1
- 2005 : Le Commando Kieffer de Stéphane Rybojad (documentaire)
- 2005 : Envoyé spécial : L’Ecole des bérets verts de Stéphane Rybojad (documentaire)
- 2005 : Infrarouge : Forces spéciales de Stéphane Rybojad (documentaire)
- 2005 : Les mariages d’Agathe - épisodes 1 et 2
- 2005 : Sexual selection de Joseph Strick (documentaire)
- 2005 : Ça s’est passé comme ça (TV Show)
- 2006 : Wanted, dead or alive - saison 1 épisode 8
- 2006 : Femme pilote de Stéphane Rybojad (documentaire)
- 2006 : Tombé du ciel (mini-série)
- 2008 : Frères de sang de Stéphane Kappes
- 2009 : Les semaines de Lucide - Saison 1
- 2009 : À 10 minutes de la plage de Stéphane Kappes
- 2009 : Vive les vacances (mini-série)
- 2010 : La loi selon Bartoli - Saison 1
- 2010 : Opération Tambacounda (TV Show)
- 2010 : La minute du pharmacien - Saison 1
- 2010 : Les Edelweiss - épisode 1, 2, 3
- 2010 : La grève des femmes de Stéphane Kappes
- 2010 : Les Toqués - épisode 6
- 2011 : Serial Killer (Documentaire)
- 2011 : Thalassa Brésil (magazine)
- 2012 : Merlin l’enchanteur de Stéphane Kappes
- 2012 : Kanak, l’histoire oubliée de Stéphane Kappes
- 2013 : Mes chers disparus (mini-série)
- 2013 : Ça va passer… mais quand ? de Stéphane Kappes
- 2014-2017 : Une famille formidable - Saisons 11 à 14
- 2015-2022 : Joséphine, ange gardien – Saisons 16 à 23
- 2016 : Meurtres à Avignon de Stéphane Kappes
- 2016-2023 : La Stagiaire – Saisons 2 à 10
- 2019-2022 : Le crime lui va si bien - Saisons 1 à 4
- 2021 : Les nouveaux soldats de la Chine (Documentaire)
- 2021 : Et doucement rallumer les étoiles... de Thierry Petit
- 2022 : Meurtres à Pont-Aven de Stéphane Kappes
- 2023 : Meurtres dans les Gorges du Verdon de Stephan Kopecky
- 2023 : Le crime lui va si bien : L’affaire Molina de Marie-Hélène Copti
- 2024 : Le vent des sables de Stéphane Kappes
- 2024 : Section de recherche : Le 12eme passager de Stéphane Kappes
- 2024 : Le monde est un théâtre de Nathanaël Maïni
- 2025 : Section de recherche : Neige Sang de Stéphane Kappes

### Publicité
Une quarantaine de films pour des annonceurs tels que : Institut Curie, Lipton, Nescafé, RATP, Orange, Téléstar, Bouygues, Volkswagen, Decathlon, Kit Kat, Mercedes, Decathlon, Nike, Wilkinson, Petit Marseillais, Tropicana, Surfrider, Smart, Mercedes, Tropicana, Velux, Lesieur, Kinder, Petrole Hahn, SNCF, Helena Rubinstein, Mc Donald, Monoprix... 	

### Spectacle vivant
- 2022 : Le Goûter des généraux de Boris Vian, mise en scène de Luc Florian
- 2015 : Aladin Circus, comédie musicale pour le Cirque de Monte-Carlo
- 2013 : Mission Rêve, comédie musicale pour le Cirque de Monte-Carlo

## Divers
- 2000 : Musique de cérémonie pour le Festival de Luchon
- 2002 : Habillage musicale pour la campagne présidentielle de Lionel Jospin
- 2015 - 2025 : Composition pour la librairie musicale[3]

## Distinctions
2008 : Prix des directeurs artistique de la meilleure musique de pub pour Kit Kat	